# Tanah Gara Hulu
Tanah Gara Hulu is een bestuurslaag in het regentschap Deli Serdang van de provincie Noord-Sumatra, Indonesië. Tanah Gara Hulu telt 678 inwoners (volkstelling 2010).